# Nannocyrtopogon deserti
Nannocyrtopogon deserti là một loài ruồi trong họ Asilidae. Nannocyrtopogon deserti được Wilcox & Martin miêu tả năm 1957. Loài này phân bố ở vùng Tân Bắc giới.